# ’s-Gravenwezel
’s-Gravenwezel (fr. Wesel-le-Comte) – dzielnica (deelgemeente) gminy Schilde w Belgii, w Regionie Flamandzkim, w prowincji Antwerpia, w okręgu Antwerpia. 1 stycznia 2020 roku liczyła 6358 mieszkańców. Do 31 grudnia 1976 samodzielna gmina.

## Demografia
Liczba mieszkańców, stan na 1 stycznia:
| Rok                | 1900 | 1930 | 1970 | 2020 |
| ------------------ | ---- | ---- | ---- | ---- |
| Liczba mieszkańców | 848  | 1102 | 4362 | 6358 |